# Учхо
Учхо (груз. უჩხო) — село в Грузии, на территории Хулойского муниципалитета автономной республики Аджария.

## География
Село находится в юго-западной части Грузии, на берегах реки Учхосцкали (правый приток Аджарисцкали), на расстоянии 3 километров (по прямой) к северу от посёлка городского типа Хуло, административного центра муниципалитета. Абсолютная высота — 1073 метра над уровнем моря.

## Население
По результатам официальной переписи населения 2014 года, в Учхо проживало 328 человек (168 мужчин и 160 женщин). В национальной структуре населения грузины составляли 100 %.
| Год  | Население, человек |
| ---- | ------------------ |
| 2002 | 426                |
| 2014 | ↘ 328              |